# Amphicoma endroedii
Amphicoma endroedii es una especie de coleóptero de la familia Glaphyridae.

## Distribución geográfica
Habita en Vietnam.